# Jean-Marc Loustau
Jean-Marc Loustau (* 13. September 1958 in Paris) ist ein französischer Großmeister für Schachkomposition.

## Schachkomposition
Loustau komponiert Zweizüger, Dreizüger, Mehrzüger, Hilfsmatts, Selbstmatts und Märchenschachaufgaben. Seit 2008 publiziert er Endspielstudien zum Endspiel Läuferpaar und Randbauer gegen Turm. Etwa 600 seiner Arbeiten wurden veröffentlicht.
2004 wurde ihm der Titel Großmeister für Schachkomposition verliehen.
Das folgende Aufgabe zeigt erstmals einen Plachutta, also eine Verstellung zweier gleichschrittiger Figuren, in Miniaturform. Als Miniatur gilt in der Schachkomposition eine Aufgabe mit maximal sieben Steinen.
|   | a | b | c | d | e | f | g | h |   |
| 8 |   |   |   |   |   |   |   |   | 8 |
| 7 |   |   |   |   |   |   |   |   | 7 |
| 6 |   |   |   |   |   |   |   |   | 6 |
| 5 |   |   |   |   |   |   |   |   | 5 |
| 4 |   |   |   |   |   |   |   |   | 4 |
| 3 |   |   |   |   |   |   |   |   | 3 |
| 2 |   |   |   |   |   |   |   |   | 2 |
| 1 |   |   |   |   |   |   |   |   | 1 |
|   | a | b | c | d | e | f | g | h |   |

Lösung:
1. Lh4–e7+! mit zwei Varianten.

1. … Te3xe7 2. Dc5–f5+ Kf8–e8 3. Tg6–g8 matt oder 2. … Te7–f7 3. Df5–c8 matt

1. … Tb7xe7 2. Dc5–c8+ Kf8–f7 3. Dc8–g8 matt oder 2. … Te7–e8 3. Dc8–f5 matt

## Weblink
- Kompositionen von Jean-Marc Loustau auf dem PDB-Server der Schwalbe